# 환가
환가(桓嘉, ? ~252년 12월 23일)는 중국 삼국 시대 위나라의 정치가이자 장수이다.

## 행적
아버지 환계가 병사하자 그 뒤를 이었다. 승천정공주와 혼인하여 부마(駙馬)가 되었고, 낙안태수가 되었다.
가평 3년(252년) 12월, 제2차 위의 오 침공 당시 제갈탄(諸葛誕), 호준(胡遵)의 군대에 배속되어 동관에서 오나라와 싸웠다.
12월 23일, 위나라 군대는 동흥 전투에서 정봉(丁奉)에게 패했고, 앞다투어 부교를 건너 달아나려 했으므로 다리가 파괴되어 물 속으로 빠지고 서로 밟는 중에, 환가는 물에 빠져 익사했다.
시호를 내려 장후(壯侯)라 하고, 아들 환익이 뒤를 이었다.

## 《삼국지연의》의 환가
제108회에 등장한다. 동흥 싸움에서 선봉으로 출전하는 호준의 명으로 한종(韓綜)과 함께 동흥의 두 성을 공격했다. 정봉이 호준의 영채를 기습하자 한종이 먼저 정봉과 맞섰으나 당했다. 환가는 정봉과 싸우다 도주했으나, 정봉이 던진 칼에 맞아 떨어지고, 쫓아오는 정봉의 창에 찔려 죽임을 당했다.

## 환가의 친족관계

### 관련 인물
환계